# Asháninka
De Asháninka zijn indianen uit het Peruviaans-Braziliaans Amazoneregenwoud. De naam wordt ook als Asháninca geschreven en ze worden (denigrerend) ook Campo of Kampo genoemd). De naam betekent zoveel als "mensenbroeders". Schattingen voor de totale bevolkingsgrootte lopen uiteen van circa vijfentwintig tot zestigduizend, waarmee het een van de grootste etnische groepen van het Amazonebekken is.
Het leefgebied is het Amazonewoud direct onder de oostzijde van de Andes, rondom de rivieren Apurimac, Ene, Perene, Tambo en Urubamba. Slechts weinigen leven zover van de Andes dat ze in Braziliaans territorium komen. Van oudsher leven ze van de jacht en visserij gecombineerd met akkerbouw voor eigen gebruik op zogenoemde Chacras; kleine stukjes gekapte en verbrande vegetatie voor tijdelijk gebruik. Traditioneel wordt vooral cassave (maniok) verbouwd, maar steeds vaker ook yucca, zoete aardappel, maïs, bananen, suikerriet, rijst, koffie en cacao. Ook wordt steeds vaker pluimvee gehouden als aanvulling op de jacht. In 2003 werd het beschermd natuurgebied (ANP) “Reserva Comunal Asháninka” (1800 km²) opgericht ten behoeve van de inheemse gemeenschappen in de provincies Satipo en La Convención.
Er is in dit leefgebied weinig behoefte aan kleding anders dan de traditionele cushma van gebreid katoen. Wel verfraaien zij zichzelf met kettingen, armbanden, kronen of haarbanden van gekleurd katoen en bij speciale gelegenheden wordt het gezicht beschilderd.

## Stammen en Taal
De Asháninka leven verspreid over ruim tweehonderd locaties/nederzettingen en worden vaak onderverdeeld in een zevental verschillende stammen of groepen, deels met eigen dialecten dan wel taalvarianten, waaronder de Cutivireni Asháninka, Asheninka van de Perené-vallei, Nomatsiguenga (Asheninka van de Gran Pajonal regio), Atsiri uit het Pichis-gebied, Caquinteo uit Puyenisati en de Acheninka Ucayali-Yurua.
De indiaanse belangenorganisaties zelf noemen Ashaninka, Asheninka, Matsiguenga en Nomatsiguenga als verschillende 'volkeren', terwijl veel andere bronnen alleen de Machiguenga echt als apart volk identificeren.
Hoe dan ook, ondanks de duidelijk identificeerbare taalvarianten kunnen deze groepen zich onderling goed verstaanbaar maken - inclusief de Machiguenga. Een hoog percentage (50%-80%) spreekt overigens géén Spaans.
De precieze spelling van bovengenoemde verschillende namen varieert nogal, afhankelijk van de gebruikte bron - vooral Asheninga in plaats van Asheninka wordt ook regelmatig gebruikt.
Er wordt weleens geopperd dat door historische contacten de taal via wederzijdse leenwoorden ook beïnvloed is door het Quechua, maar de talen zijn duidelijk niet verwant.

## Economie
De Asháninka wonen op de (steeds opschuivende) grens tussen de geïndustrialiseerde wereld en het onontgonnen oerwoud. Door (deels intensief) contact met rubbermelkers, houthakkers, rivierhandelaren en kolonisten hebben ze 'behoefte' gekregen aan 'moderne' goederen. De groepen die dieper in het woud wonen wensen niet veel meer dan een machete (hakmes) en soms medicijnen, maar vooral in de nederzettingen langs de rivieren wil men vaak meer, zoals kleding en voedingswaren. Daar is geld voor nodig.
Dit nodigt uit om ook grootschaliger producten te verbouwen die commercieel te gebruiken zijn. Het gewas wat regionaal het meeste opbrengt is nog steeds coca met als goede tweede illegaal gekapt tropisch hardhout. Ook sommige Asháninka bezwijken voor deze verleiding, maar worden daarvoor ook door hun eigen mensen hevig bekritiseerd.

## Bedreigingen
De Ashánika worden, eigenlijk al sinds de Spaanse verovering, bijna continu in hun bestaansrecht bedreigd. Werden zij aanvankelijk nog alleen door missionarissen en rubbermelkers lastiggevallen, tegenwoordig staan ze onder grote druk van aardolie- en houtwinningsmaatschappijen die hen niet alleen plaatselijk verdringen maar tegelijkertijd een ecologische ramp van epische omvang veroorzaken. Zelfs kleine beginnende, vaak mestize boeren (kolonisten) die 'aanspraak' op grond maken krijgen meer steun van de regering dan de originele bewoners van het gebied.
Tel daar nog bij op dat de Asháninka eind 20e eeuw door de guerrillas van het Lichtend Pad deels uitgemoord of als slaven te werk zijn gezet (of gevlucht voor het geweld) en het beeld van een in grote mate ontheemd volk in verdrukking tekent zich duidelijk af. Dit gaat deels zelfs zover dat er al voedselprogramma's opgestart zijn en de kennis over sommige traditionele overlevingstechnieken al verloren dreigt te gaan.
Desondanks malen de politieke en administratieve molens die de Asháninka officieel erkende landrechten moeten gaan geven maar tergend langzaam, of staan eigenlijk vooral gewoon stil.